# パウル・ミュラー＝チューリッヒ
パウル・ミュラー＝チューリッヒ（Paul Müller-Zürich, 1898年6月22日 - 1993年7月21日）はスイスの作曲家。
チューリッヒ出身。チューリッヒ音楽院でフィリップ・ヤルナッハとフォルクマール・アンドレーエに師事したのち、パリに留学した。1927年から1968年までチューリッヒ音楽院で音楽理論を講義した。1953年にチューリッヒ市音楽賞を受賞。1958年にはスイス音楽家協会の作曲賞を受賞し、1960年に会長に就任した。